# Biathlon na Zimowych Światowych Wojskowych Igrzyskach Sportowych 2010 – sprint drużynowo kobiet

Biathlonowy sprint kobiet drużynowo na 1. Zimowych Światowych Wojskowych Igrzyskach Sportowych odbył się w dniu 22 marca 2010 w miejscowości Brusson położonej w regionie Dolina Aosty we Włoszech. Biathlon  – zimowa dyscyplina sportowa, łącząca bieg narciarski ze strzelectwem odbyła się dystansie 7,5 km. Zawody wygrała reprezentacja Polski.

## Terminarz
| Data               | Godzina (UTC+01:00) | Wydarzenie |
| ------------------ | ------------------- | ---------- |
| 22 marca 2010(dts) | 12:30               | Finał      |

## Uczestniczki
W turnieju drużynowym kobiet w biathlonie brało udział 11 reprezentacji narodowych. Reprezentacja, aby mogła uczestniczyć w turnieju drużynowym musiał liczyć minimalnie 3 lecz nie więcej niż 4 zawodniczek. 
- Białoruś (3)
- Chiny (4)
- Łotwa (3)
- Niemcy (3)
- Norwegia (4)
- Polska (4)
- Rosja (4)
- Rumunia (3)
- Stany Zjednoczone (3)
- Szwecja (3)
- Włochy (4)

## Medalistki
| Złoto                                                         | Srebro                                             | Brąz                                                                 |
| Polska                                                        | Chiny                                              | Norwegia                                                             |
| Krystyna Pałka Magdalena Gwizdoń Paulina Bobak Karolina Pitoń | Wang Chunli Song Chaoqing Liu Yuanyuan Liu Xanying | Anne Ingstadbjørg Kari Henneseid Eie Jori Mørkve Liv-Kjersti Bergman |

## Końcowa klasyfikacja
| Klasyfikacja końcowa kobiet w biatlonie – drużynowo | Klasyfikacja końcowa kobiet w biatlonie – drużynowo                                                          | Klasyfikacja końcowa kobiet w biatlonie – drużynowo |
| Miejsce                                             | Reprezentacja                                                                                                | Czas                                                |
| --------------------------------------------------- | --- | --------------------------------------------------- |
| Miejsce                                             | Zawodniczki                                                                                                  |                                                     |
| 1 !                                                 | Polska | 1:11:02,3                                           |
| 1 !                                                 | Krystyna Pałka – (1. m. indywidualnie) Magdalena Gwizdoń – (9.) Paulina Bobak – (15.) Karolina Pitoń – (20.) | 22:59,3 23:45,8 24:17,2 24:47,2                     |
| 2 !                                                 | Chiny | 1:11:16,0                                           |
| 2 !                                                 | Wang Chunli – (2.) Song Chaoqing – (7.) Liu Yuanyuan – (14.) Liu Xanying – (35.)                             | 23:15,6 23:43,4 24:17,0 26:21,1                     |
| 3 !                                                 | Norwegia | 1:11:27,2                                           |
| 3 !                                                 | Anne Ingstadbjørg – (4.) Kari Henneseid Eie – (10.) Jori Mørkve – (11.) Liv-Kjersti Bergman – (16.)          | 23:29,0 23:49,0 24:09,2 24:19,4                     |
| 4                                                   | Włochy | 1:12:41,5                                           |
| 4                                                   | Roberta Fiandino – (3.) Christa Perathoner – (13.) Michela Andreola – (22.) Barbara Ertl – (24.)             | 23:21,5 24:16,1 25:03,9 25:15,4                     |
| 5                                                   | Rosja | 1:15:00,1                                           |
| 5                                                   | Marija Sadiłowa – (5.) Tatiana Zevakhina – (25.) Olga Anisimowa – (29.) Liobov Petrova – (33.)               | 23:39,0 25:23,5 25:57,6 26:11,8                     |
| 6                                                   | Niemcy | 1:17:12,0                                           |
| 6                                                   | Elisabeth Voigt – (21.) Anne Domeinski – (31.) Nadine Horchler – (32.)                                       | 24:59,6 26:00,7 26:11,7                             |
| 7                                                   | Szwecja | 1:18:02,0                                           |
| 7                                                   | Emelie Larsson – (26.) Elin Mattsson – (28.) Kim Adolfsson – (36.)                                           | 25:28,3 25:45,6 25:48,8                             |
| 8                                                   | Łotwa | 1:18:50,5                                           |
| 8                                                   | Madara Līduma – (23.) Gerda Krumna – (30.) Zana Juskane – (41.)                                              | 25:10,5 25:58,6 27:41,4                             |
| 9                                                   | Białoruś | 1:19:00,1                                           |
| 9                                                   | Darja Jurkiewicz – (27.) Iryna Babeckaja – (34.) Anna Cwietowa – (38.)                                       | 25:38,7 26:13,4 27:08,0                             |
| 10                                                  | Rumunia | 1:19:19,7                                           |
| 10                                                  | Mihaela Purdea – (19.) Simona Craciun – (38.) Andrea Cioaca – (40.)                                          | 24:45,2 27:01,5 27:33,0                             |
| 11                                                  | Stany Zjednoczone                                                                                            | 1:30:31,8                                           |
| 11                                                  | Jennifer Wygant – (42.) Erin Graham – (44.) Deborah Nordyke – (45.)                                          | 28:10,7 30:21,5 31:59,6                             |